# Рейманн, Якоб Фридрих
Якоб Фридрих Рейманн (нем. Jacob Friedrich Reimmann; 22 января 1668, Грёнинген — 1 февраля 1743, Хильдесхайм, курфюршество Брауншвейг-Люнебург) — немецкий протестантский теолог, педагог, историк и философ эпохи барокко. Первый историк литературы в Германии.

## Биография
Сын учителя. После учёбы в гимназиях Магдебурга , Айслебена и Альтенбурга, с 1688 года изучал теологию и философию в Йенском университете. С 1692 года работал руководителем школ в Остервике и Хальберштадте.
В 1704 году переехал в Эрмслебен, где служил пастором, с 1714 года — диакон, проповедник собора в Магдебурге.
Был суперинтендентом в Гильдесгейме. Стал известен благодаря шести томам своих эссе, опубликованных между 1708 и 1713 годами и исследованиями в области истории литературы.
Считается одним из основателей современной немецкой литературы и генеалогии. Благодаря его продуктивной, систематической и многоязычной деятельности по различным филологическим вопросам, он был известен ещё при жизни.
Сегодня специалисты считают Рейманна видным мыслителем немецкого и европейского рационализма.
Автор работы «Versuch einer Einleitung in die Historia literaria» (Галле, 1708—1713), составленной в виде вопросов и ответов.

## Избранные труды
- Critisirender Geschichts-Calender von der Logica. Frankfurt am Main 1699
- Poesis Germanorum … Bekandte und Unbekandte Poesie der Deutschen. Leipzig 1703
- Versuch einer Einleitung in die Historiam Literariam. Halle/Saale 1708—1713
- Versuch einer Einleitung in die Historie der Theologie. Magdeburg u. Leipzig 1717
- Historia universalis atheismi et atheorum falso et merito suspectorum (1725).